# Stammecke
Die Stammecke, auch Stammecke-Bach genannt, ist ein knapp 1,6 km langer, südwestlicher und orografisch linker Zufluss der Ruhr bei Niedersfeld im nordrhein-westfälischen Hochsauerlandkreis.

## Verlauf
Die Stammecke entspringt und verläuft im Rothaargebirge. Ihre Quelle liegt östlich des Sattels zwischen Hohem Hagen (729 m) und einem 710,7 m (⊙) hohen und namenlosen Berg auf etwa 658 m ü. NHN im Huckeshohl. Der Bach fließt überwiegend in nordöstlicher Richtung erst durch von Wald gesäumtes und dann durch landwirtschaftlich genutztes Gebiet. Schließlich mündet er im Dorf Niedersfeld, einem nördlichen Stadtteil von Winterberg, auf rund 506 m ü. NHN in die Ruhr.
Bei einem Höhenunterschied von 152 m beträgt das mittlere Sohlgefälle der Stammecke 95 ‰. Ihr etwa 1,832 km² großes Einzugsgebiet wird über Ruhr und Rhein zur Nordsee entwässert.